# Sinoarundinaria edulis
Sinoarundinaria edulis là một loài thực vật có hoa trong họ Hòa thảo. Loài này được (Carrière) Ohwi ex Mayeb. miêu tả khoa học đầu tiên năm 1931.